# موتيسية تحت شوكية
موتيسية تحت شوكية (الاسم العلمي: Mutisia subspinosa) هو نوع نباتي يتبع جنس الموتيسية من فصيلة النجمية.